# Chiesa della Croce (Senigallia)
La chiesa della Croce è un edificio sacro di Senigallia risalente al 1608, costruito su volontà della Confraternita del Sacramento e della Croce vicino alla centrale piazza Roma.
L'esterno in stile tardo rinascimentale contrasta con l'interno barocco, caratterizzato da sei altari laterali che circondano la pala d'altare del Trasporto di Cristo al sepolcro di Federico Barocci, posta sopra l'altare maggiore.

## Architettura e arte
La chiesa fu costruita da Girolamo Marini da Barchi probabilmente su disegno di Muzio Oddi, architetto della corte d'Urbino.

### Esterno
La facciata è di stile tardo rinascimentale ripartita da quattro lesene con capitelli corinzi compositi. Il timpano, molto aggettante e con oculo centrale, è contornato da decorazioni geometriche in pietra d'Istria come i capitelli, la base delle lesene e il cornicione su cui si legge il nome del committente della chiesa, vale a dire la Confraternita del Sacramento e della Croce, e la data di consacrazione.
Sulla porta d'ingresso si può trovare l'ammonimento di Sant'Agostino: Erigis et fugit a te humilias te et venit ad te ("se ti esalti il Signore fugge da te, se ti umili viene da te").

### Interno

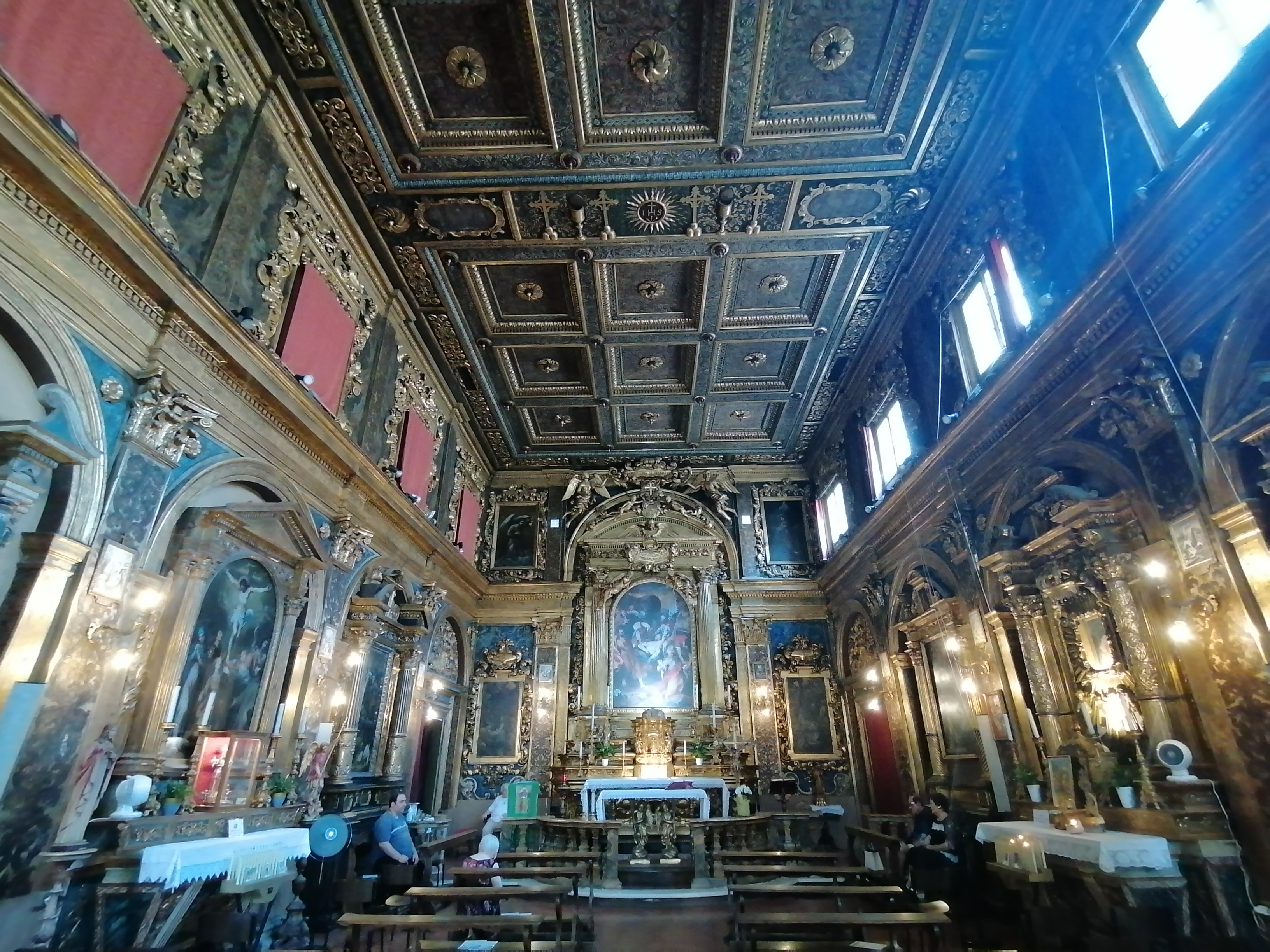
L'interno.

Nell'interno attualmente vi si pratica l'adorazione quotidiana davanti al Santissimo Sacramento. La pianta è rettangolare, le pareti sono rivestite in legno dorato finemente decorate con intagli e rilievi, caratteristici dello stile barocco; l'insieme tuttavia rivela un'eleganza e sobrietà di linee architettoniche proprie del Rinascimento.

#### Gli altari

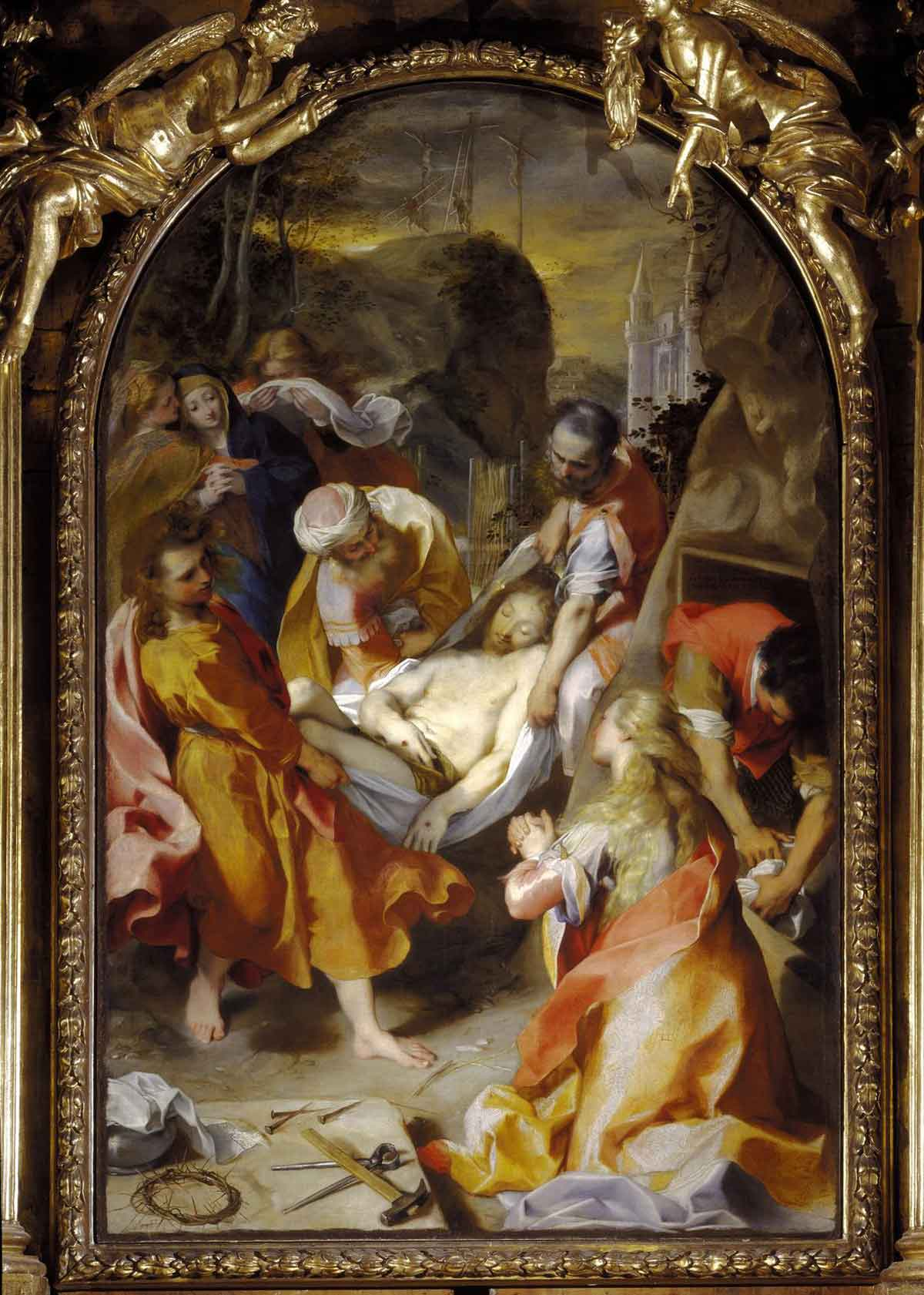
La pala del Trasporto di Cristo al sepolcro di Federico Barocci.

Gli altari sono sette: il maggiore e tre su ciascun lato, ognuno dei quali in origine era dedicato ad una corporazione d'arte.
L'altare maggiore, con uno splendido tabernacolo, è tutto un ricamo dorato, in bassorilievo floreale, festoni e putti. Al centro è sistemata un'inferriata con viticci sostenenti una Croce. All'interno dell'altare è custodita la statua del Cristo morto, opera lignea del XVII secolo. Sopra l'altare, un fastoso fondale incornicia la pala di Federico Barocci, il Trasporto di Cristo al sepolcro, una delle opere migliori del pittore urbinate, che disegnò anche la cornice, eseguita tra 1579 e 1582. La tela mostra la conoscenza della Pala Baglioni di Raffaello, risolta in una mossa composizione diagonale e sfondata al centro verso la veduta del Palazzo Ducale di Urbino.

Ai lati della pala del Barocci si trovano quattro opere del pittore senigalliese Giovanni Anastasi, in basso la Natività e l'adorazione dei Magi, in alto l'Angelo annunziante e la Vergine annunziata.

##### Lato sinistro
- Primo altare

Dedicato a santa Barbara patrona dei bombardieri e degli artiglieri. Ha per colonne due fusti a forma di cannone e per fregi palle, squadre e sciabole (simboli dei bombardieri). Il quadro della Santa è opera del veronese Claudio Ridolfi, allievo del Barocci.
- Secondo altare

Nel fondale architettonico innalzato sopra l'altare si apre una grande nicchia ove è racchiusa la tela del Ridolfi chiamata Crocifissione.
- Terzo altare

Il quadro sopra l'altare rappresenta la Sacra Famiglia e san Gregorio che intercede per le anime del Purgatorio, è di scuola barocca, datato nei primissimi anni del XVII secolo.

##### Lato destro
- Primo altare

Il dipinto sopra l'altare rappresenta la Vergine Assunta in cielo, san Francesco e san Nicola da Tolentino, dietro di essi due forse di altri Santi. L'opera è prodotto di scuola marchigiana del secolo XVII.
- Secondo altare

Sopra l'altare un piccolo quadro dipinto su tela e una copia dell'immagine della Madre del Buon Consiglio, venerata nel santuario di Genazzo di Palestrina a cui era devoto papa Pio IX.
- Terzo altare

Vi si trova una tela di autore ignoto, di scuola marchigiana, che raffigura il Crocifisso tra angeli adoranti e, in basso, Tommaso d'Aquino, domenicano, e san Bonaventura, vescovo e cardinale francescano. Tale dipinto è stato restaurato, a cura della Confraternita, nel 1997.

#### Il soffitto
Il magnifico soffitto a cassettoni quadrati arricchiti da un felice gioco di arabeschi è diviso da una fascia centrale con i simboli della croce e dell'eucaristia, stemma della Confraternita del Sacramento e della Croce.

#### Organo a canne
Il pregevole organo è collocato sulla cantoria in controfacciata, racchiuso in una cassa lignea. Esso fu costruito dal noto organaro veneto Gaetano Callido, nel 1775. Come lo stile veneziano-settecentesco prevede, è dotato di una sola tastiera di 45 tasti e pedaliera a leggio, con prima ottava corta, costantemente unita al manuale.